# 오이 피클
오이 피클(Pickled cucumber) 또는 오이-초절임은 오이를 소금에 절인 뒤 식초, 설탕, 향신료를 섞은 액에 담가 절인 음식이다. 샌드위치나 햄버거에 넣어 먹는다. 피자와 같이 먹기도 한다.

## 사진

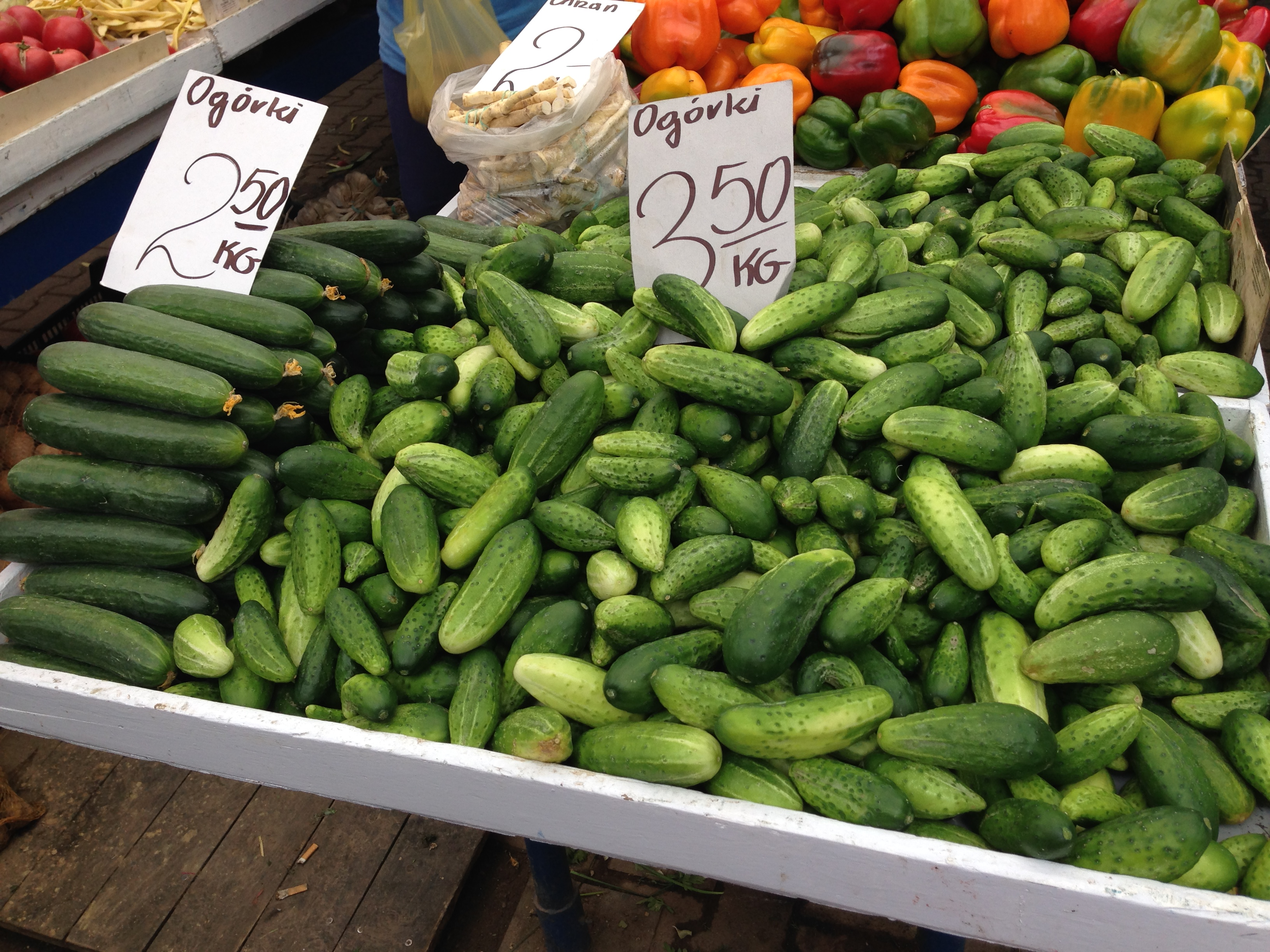
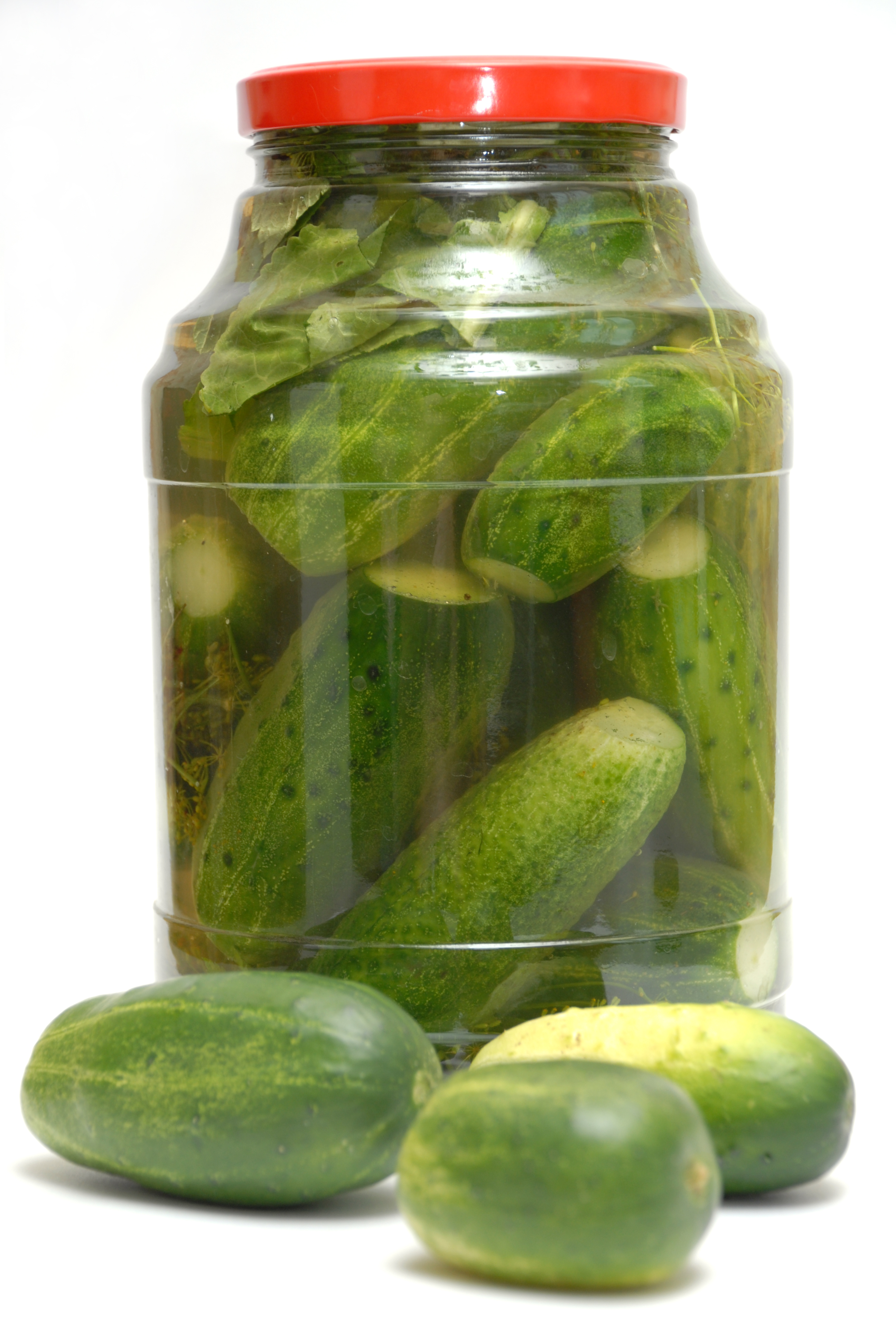
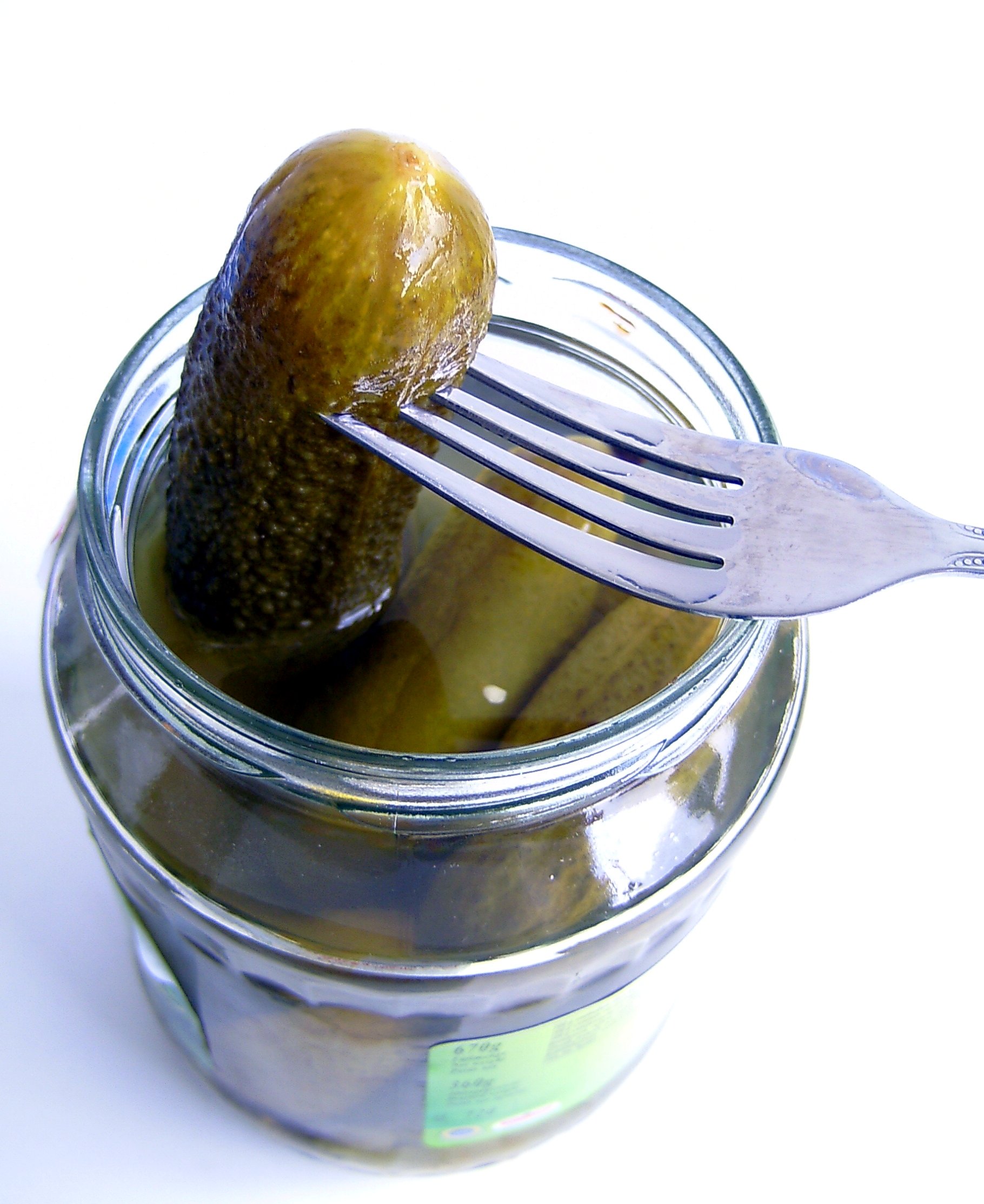
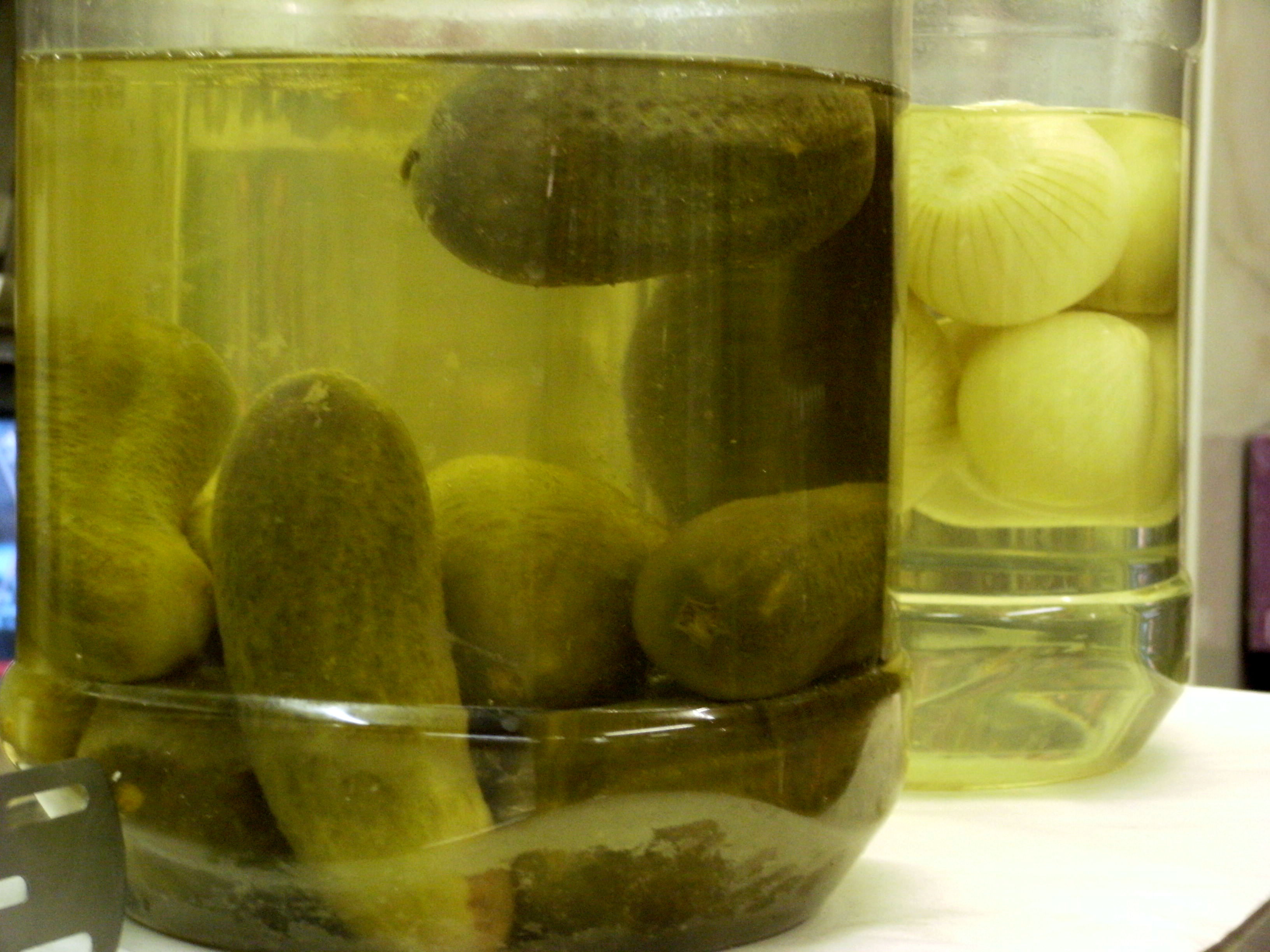
피클과 양파 절임